# Franz Theodor Csokor
Franz Theodor Csokor (Viena, 6 de septiembre de 1885 - ibídem, 5 de enero de 1969) fue un escritor austriaco y uno de los más destacados dramaturgos del expresionismo en su país. Su obra más exitosa y conocida es 3 November 1918, que versa sobre la caída del Imperio austrohúngaro. En muchas obras se ocupa de la antigüedad y el cristianismo.

## Vida
Csokor procedía de una acomodada familia burguesa. El apellido Csokor es húngaro y significa “ramo” (de flores). Vivió su juventud en la pequeña ciudad de Mödling, a pocos kilómetros al sur de Viena y cursó estudios en el Gymnasium local. Comenzó después estudios de Historia del Arte, que no llegó a terminar. Ya tempranamente se sintió llamado por el drama y compuso una primera obra antes de la Primera Guerra Mundial. Entre 1913 y 1914 vivió en San Petersburgo. Fue llamado a filas como soldado en la Primera Guerra Mundial. En el ejército terminaría empleado en el Archivo de Guerra (Kriegsarchiv) en Viena. Entre 1922 y 1928 fue dramaturgo en el Raimundtheater y en el Deutsches Volkstheater de Viena.
Desde 1933 fue un decidido contrario al nazismo y firmó en el Congreso PEN Club en Dubrovnik un comunicado en que el PEN se posicionó contra la uniformización de la escena literaria alemana por el régimen nazi y contra la exclusión de los alemanes de origen judío del teatro.
En 1938, tras la anexión de Austria al III Reich, emigró voluntariamente a Polonia donde lo acogieron unos amigos. Vivió el bombardeo de Varsovia de 1939 por la Luftwaffe (aviación alemana). Huyó a Bucarest y poco después a Yugoslavia, donde en 1941 sobrevivió al bombardeo de Belgrado. Volvió a huir para no caer en manos de los alemanes a la isla dálmata de Korčula (dominada primero por la Croacia fascista y más tarde anexionada por la Italia fascista). Una dama benefactora le proporcionó ocupación. Tras la caída de Mussolini en 1943 y ante el desembarco de la Wehrmacht (ejército alemán) en la isla, Csokor se trasladó junto a otros fugitivos mayores que él en un velero de los partisanos a Bari, en la parte recién liberada de Italia. Allí vivió hasta poco después de la conquista de Roma por los aliados en 1944. Ya en Roma en 1945 festejó el fin de la guerra. Durante toda la guerra estuvo muy cerca de verse incurso en alguno de los ataques terroristas contra civiles y fusilamientos de rehenes, que por suerte no le afectaron.
Trabajó para la BBC y regresó en 1946 con uniforme británico a Viena. En 1947 fue presidente del PEN Club de Austria, en el que estuvo activo hasta una edad avanzada. En 1968 fue también vicepresidente del PEN Club Internacional.
Csokor abogó en sus dramas, como humanista convencido, por la paz, la libertad y los derechos humanos. Su obra estuvo siempre estrechamente unida al movimiento obrero. Hasta 1929 su obra mostraba su adhesión al expresionismo. Posteriormente, con Gesellschaft der Menschenrechte (“La Sociedad de los derechos del hombre”) entró en estructuras narrativas más tradicionales. Más tarde, produjo obras de temática religiosa como Gottes General ("El general de Dios") y Pilatus ("Pilatos").
Sus restos mortales descansan en un mausoleo en el cementerio central de Viena (Wiener Zentralfriedhof).

## Distinciones y honores
1937 Laurel de oro de la Academia de Literatura de Varsovia
1937 Cruz del mérito de oro de la República de Polonia
1937 Anillo del Burgtheater
1938 Premio Grillparzer
1953 Premio de literatura de la ciudad de Viena
1955 Anillo de honor de la ciudad de Viena
1955 Gran premio nacional de Literatura de Austria
1960 Pluma de oro
1961 Miembro de honor del Club de Prensa “Concordia”
1965 Distinción honorífica de Austria de la Ciencia y el Arte
Csokor fue honrado por el estado con el título de “Professor”. Desde 1970 el Centro PEN Club de Austria concede el premio que lleva su nombre. También, en su honor, hay una calle (Csokorgasse) con su nombre en el distrito Kaiserebersdorf de Viena. En 1994 Die Österreiche Post (Correos de Austria) editó en 1994 un sello conmemorativo honrando su memoria.

## 3 November 1918
Es su obra más destacada. Se estrenó en 1936. A ella se han referido entre otros Jon Juaristi y Claudio Magris, quien la califica como “brillante parábola de la melancolía imperial”.
"3 de noviembre de 1918" (su título en español o castellano), narra los momentos finales de un regimiento austrohúngaro disuelto tras el armisticio. Los oficiales, provenientes de diversas nacionalidades del imperio austrohúngaro, que hasta ese momento se habían sentido “austríacos”, se sienten de improviso pertenecientes a las nuevas patrias, que además se encuentran en furibunda disensión recíproca. Con el fin del imperio termina también la fraterna solidaridad entre los oficiales, que se preparan para convertirse en enemigos y a dispararse entre sí. Cuando el coronel del regimiento muere y es sepultado, cada uno de estos oficiales echa un puñado de tierra en la tumba y, mientras lo hace dice en voz alta que echa ese puñado de tierra en nombre de su nueva patria, es decir, en nombre de Croacia, de Italia, de Checoslovaquia, etc… Sólo el doctor Grün, el oficial médico, que es judío, echa el puñado de tierra diciendo “tierra de Austria”. Csokor, con la figura del oficial médico judío (el único con función humanitaria y no bélica en el ejército) contrapone la idea supranacional y pacífica al chovinismo de las naciones más pequeñas.

## Obras

### Teatro
- Die rote Straße, 1918. ("La calle roja")
- Die Stunde des Absterbens, 1919. ("La hora de morir")
- Gesellschaft der Menschenrechte, 1929. ("La Sociedad de los derechos del hombre"). [Narra la vida de Georg Büchner].
- Besetztes Gebiet, 1930. ("Zona ocupada")
- 3. November 1918 ("3 de noviembre de 1918"), 1936; Ephelant 1993.[3] ISBN 3-900766-07-X.
- Gottes General ("El general de Dios"), 1939; Ephelant 1993.[4] ISBN 3-900766-07-X.
- Kalypso, 1942. ("Calipso")
- Der verlorene Sohn ("El hijo perdido"), 1943; Ephelant 1993.[5] ISBN 3-900766-07-X.
- Cäsars Witwe, 1954. ("Viuda del César")
- Pilatus, 1954. ("Pilatos")
- Hebt den Stein ab, 1957. ("Levantad la piedra")
- Jadwiga, 1966
- Der tausendjährige Traum, 1966. ("El sueño de los mil años")
- Alexander, 1969
- Der Kaiser zwischen den Zeiten, 1969. ("El Kaiser entre épocas")

### Prosa
- Hildebrands Heimkehr, eine deutsche Sage, 1905. ("Regreso a casa de Hildebrand, una leyenda alemana")
- Schuß ins Geschäft (Der Fall Otto Eißler), 1925. ("Disparo al negocio. El caso Otto Eißler")
- Über die Schwelle, 1937, cuentos. ("En el umbral")
- Der Schlüssel zum Abgrund, 1955, novela. ("La llave al abismo")
- Der zweite Hahnenschrei, 1959, cuentos. ("El segundo canto del gallo")
- Ein paar Schaufeln Erde, 1965, cuentos. ("Un par de palas de tierra")
- Auch heute noch nicht an Land. Briefe und Gedichte aus dem Exil. ("Tampoco hoy en el país. Cartas y poesías desde el exilio").[6] Ephelant 1993. ISBN 3-900766-05-3.

### Poesía
- Die Gewalten, 1912. ("Los poderes")
- Der Dolch und die Wunde, 1917. ("El puñal y la herida")
- Ewiger Aufbruch, 1926. ("Eterna eclosión")
- Das schwarze Schiff, 1945, 1947; 1993[7]
- Immer ist Anfang, 1952. ("Siempre es el comienzo")

### Obra autobiográfica
- Als Zivilist im polnischen Krieg, Allert de Lange, Ámsterdam 1940. ("Como civil en la guerra en Polonia")
- Als Zivilist im Balkankrieg, Ullstein, Viena 1947. ("Como civil en la guerra de los Balcanes")
  - Reedición: Editor Franz Richard Reiter. Ephelant, Viena 2000, ISBN 3-900766-12-6[8]
- Auf fremden Straßen. 1939–1945, Verlag Kurt Desch, Viena / Múnich / Basilea 1955. (En calles extrañas, 1939-1945)
- Zeuge einer Zeit: Briefe aus dem Exil 1933–1950, Langen-Müller, Múnich 1955. (Testigo de un tiempo: Cartas del exilio 1933-1950)
- Apuntes autobiográficos de Franz Theodor Csokor, ca. 1914 a Franz Brümmer; En: Edición Digital del legado lexicográfico de Franz Brümmer.